# العلاقات البحرينية الدومينيكانية
العلاقات البحرينية الدومينيكانية هي العلاقات الثنائية التي تجمع بين البحرين وجمهورية الدومينيكان.

## مقارنة بين البلدين
هذه مقارنة عامة ومرجعية للدولتين:
| وجه المقارنة                                              | البحرين       | جمهورية الدومينيكان |
| --------------------------------------------------------- | ------------- | ------------------- |
| المساحة (كم2)                                             | 765           | 48.67 ألف           |
| عدد السكان (نسمة)                                         | 1.49 مليون    | 10.40 مليون         |
| الكثافة السكانية (ن./كم²)                                 | 194.77 ألف    | 213.68              |
| العاصمة                                                   | المنامة       | سانتو دومينغو       |
| اللغة الرسمية                                             | اللغة العربية | اللغة الإسبانية     |
| العملة                                                    | دينار بحريني  | بيزو دومنيكاني      |
| الناتج المحلي الإجمالي (بليون دولار)                      | 35.31 مليار   | 75.93 مليار         |
| الناتج المحلي الإجمالي (تعادل القوة الشرائية) بليون دولار | 64.16 مليار   | 149.89 مليار        |
| الناتج المحلي الإجمالي الاسمي للفرد دولار أمريكي          | 22.60 ألف     | 6.47 ألف            |
| الناتج المحلي الإجمالي للفرد دولار أمريكي                 | 45.50 ألف     | 13.26 ألف           |
| مؤشر التنمية البشرية                                      | 0.824         | 0.715               |
| رمز المكالمات الدولي                                      | +973          | +1809، +1829، +1849 |
| رمز الإنترنت                                              | .bh           | .do                 |
| المنطقة الزمنية                                           | ت ع م+03:00   | 00                  |

## منظمات دولية مشتركة
يشترك البلدان في عضوية مجموعة من المنظمات الدولية، منها:
| علم المنظمة | اسم المنظمة                        | تاريخ انضمام البحرين | تاريخ انضمام جمهورية الدومينيكان |
| ----------- | ---------------------------------- | -------------------- | -------------------------------- |
|             | المنظمة الهيدروغرافية الدولية      | ?                    | ?                                |
|             | الاتحاد البريدي العالمي            | ?                    | ?                                |
|             | يونسكو                             | 18 يناير 1972        | 4 نوفمبر 1946                    |
|             | البنك الدولي للإنشاء والتعمير      | 15 سبتمبر 1972       | 18 سبتمبر 1961                   |
|             | منظمة التجارة العالمية             | ?                    | ?                                |
|             | وكالة ضمان الاستثمار متعدد الأطراف | 12 أبريل 1988        | 7 مارس 1997                      |
|             | منظمة الشرطة الجنائية الدولية      | ?                    | ?                                |
|             | مؤسسة التمويل الدولية              | 22 سبتمبر 1995       | 31 أكتوبر 1961                   |
|             | الأمم المتحدة                      | 21 سبتمبر 1971       | 24 أكتوبر 1945                   |
|             | منظمة حظر الأسلحة الكيميائية       | ?                    | ?                                |

## وصلات خارجية
- موقع وزارة الخارجية البحرينية